# Bar Basso

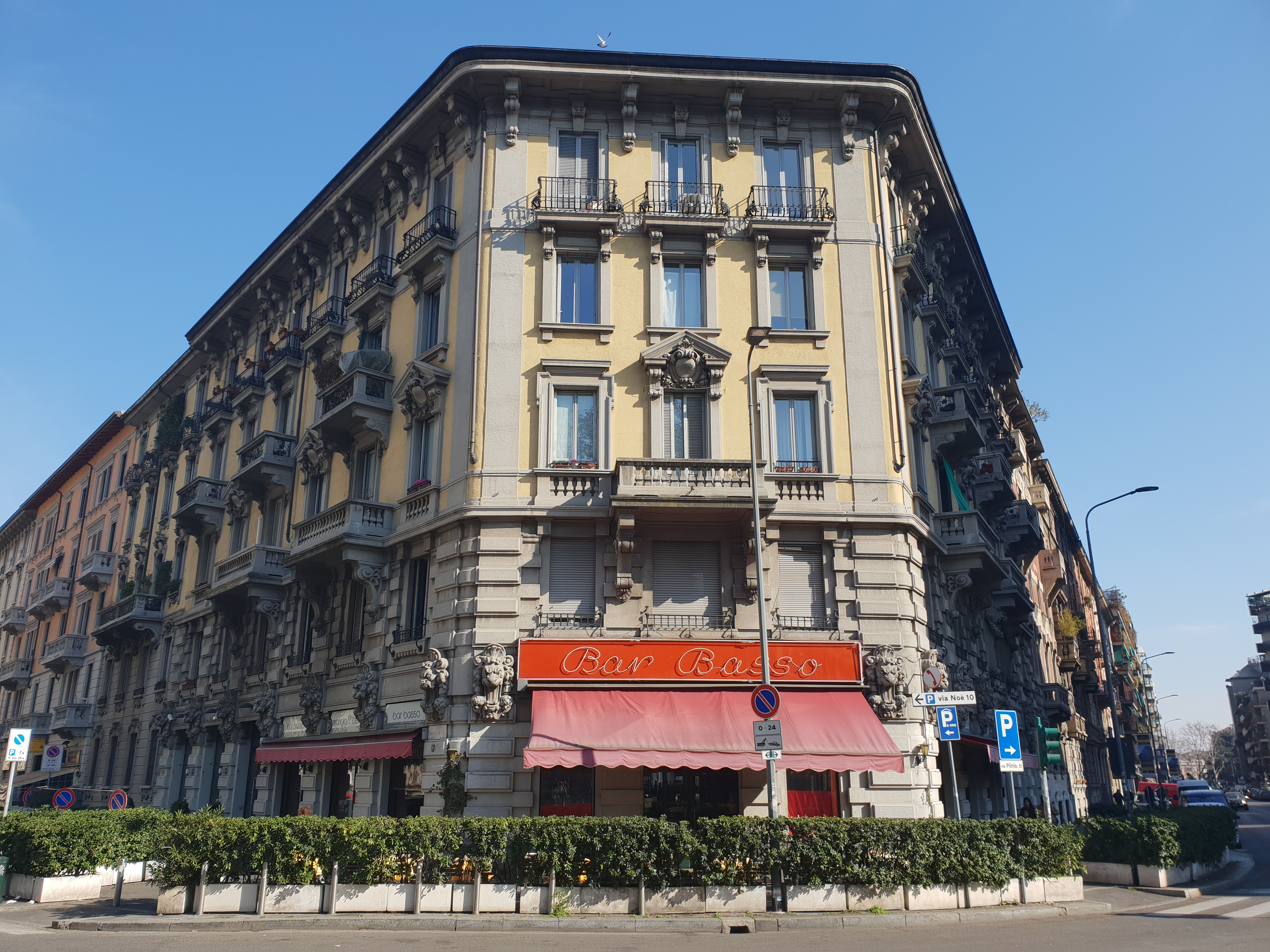
Nom du fichier :Bar Basso.jpg
Description :Bar Basso
Licence :CC BY-SA 3.0
Date :2019-02-25 13:13:39
Auteur :Jwslubbock
Catégories :Bars in Milan, Via Enrico Noë (Milan), Via Plinio (Milan), Viale Abruzzi (Milan)
Image sur Commons

Le Bar Basso est le nom d'un établissement considéré comme un des meilleurs bars à cocktails de Milan[réf. nécessaire].

## Historique
Situé dans la Via Plinio 39, le bar Basso ouvre ses portes en 1947, et depuis 1967 il est dirigé par le vénitien Mirko Stocchetti qui officia auparavant à la Trattoria Colomba et au Harry's Bar de Venise.
On doit aussi au Bar Basso la diffusion de nombreuses recettes de cocktails. La plus célèbre d'entre elles est le Negroni sbagliato (it) (faux Negroni).
Le menu propose également le Mangia e Bevi (Mange et bois), préparation servie dans un grand verre avec de gros glaçons et qui est à base de crème glacée, de fruits frais et de liqueur.
Durant la Semaine de la mode et le Salon du Meuble de Milan, le bar Basso devient le quartier général d'industriels, d'artistes ainsi que de designers tels Luigi Serafini, James Irvine, Jasper Morrison, Marc Newson.